# И после светлина
„И после светлина“ е (българо – белгийско – английски игрален филм, копородукция драма, мюзикъл) от 2017 година по сценарий и режисура на Константин Божанов. Оператор е Ненад Бороевич. Музиката във филма е композирана от Микелино Бишелиа

## Сюжет
„И после светлина“ е поглед към сложния вътрешен свят на Павел, емоционално крехък и социално отчужден младеж, който избягва от къщи с надеждата да заживее със своя идол, енигматичния художник Арно. Самотен и лутащ се, Павел се опитва неуспешно да се сближи с персонажите, които среща по пътя си – път, който го доближава до самия него.

## Актьорски състав
| В главните роли    | Изпълнител          |
| ------------------ | ------------------- |
| Павел              | Бари Кьоеган        |
| Жули               | Солен Риго          |
| Пири               | Туре Линдхард       |
| Арно               | Ким Бодниа          |
| Сумая              | Лубна Азабал        |
| Миглена            | Маргита Гошева      |
| Hури               | Станислава Николова |
| Hики               | Елица Матева        |
| шофьор             | Слиман Дази         |
| Лола               | Люси Дьобе          |
| майката на Жули    | Катрин Сале         |
| Ева                | Дуня Сичов          |
| Hикола             | Алексис Жулюмон     |
| Конрад             | Фредерик Етерлинк   |
| бащата на Жули     | Ален Бело           |
| жената на Hикола   | Фани Тондьор        |
| Хавиер             | Ерсин Мустафов      |
| минувач от Мейфеър | Джон Кайнъри        |

## Фестивали
- Участие в основна състезателна програма „Хивос Тайгър“ в МФФ (Ротердам, Холандия)
- Участие в Международния конкурс в МФФ (София)
- Участие в МФФ Андрей Тарковски „Огледало“ (Русия)
- Участие в МФФ (Мюнхен, Германия)
- Участие в МФФ (Галуей, Ирландия)
- Участие на 22-рия „София Филм Фест“ (София, 2018)

## Hагради
- Награда за операторско майсторство на фестивала „Златна роза“ (Варна, 2017)[1] - за Ненад Бороевич.